# Cucullanus praecinctus
Cucullanus praecinctus is een rondwormensoort uit de familie van de Cucullanidae. De wetenschappelijke naam van de soort is voor het eerst geldig gepubliceerd in 1845 door Dujardin.